# Теннессі (річка)
Те́ннессі — річка у США, притока Огайо. Довжина : 1 050 км; площа басейну : 105 тисяч км². Судноплавна вздовж усієї течії. Містить численні греблі та гідроелектростанції.

## Каскад ГЕС
На річці розташовані ГЕС Форт Лоудон, ГЕС Воттс-Бар, ГЕС Чикамоге, ГЕС Нікаджек, ГЕС Гантерсвілл, ГЕС Вілер, ГЕС Вілсон, ГЕС Піквік, ГЕС Кентуккі.
1. 1 2  The National Map